# Фиркс, Александр Александрович
Барон (с 1863 года) Александр Александрович фон Фиркс (1817—1889) — русский генерал, участник русско-турецкой войны 1877—1878 гг.
Родился 18 декабря 1817 г., происходил из дворян Курляндской губернии и воспитывался в школе гвардейских подпрапорщиков, откуда 4 сентября 1836 г. выпущен прапорщиком в Лейб-гвардии Волынский полк. В 1840 г. он был прикомандирован к войскам Кавказского корпуса и, находясь в рядах Куринского егерского полка, принимал участие в целом ряде экспедиций против горцев и за боевые отличия был пожалован орденом св. Анны 4-й степени с надписью «За храбрость». В 1841 г. Фиркс вернулся в Волынский полк, в котором продолжал служить до 1855 г., когда был зачислен в запасные войска. В 1857 г. он получил в командование Томский пехотный полк; 6 января 1863 г. произведён в генерал-майоры и затем назначен помощником командира 9-й пехотной дивизии; в том же году определён на должность окружного генерала 1-го корпуса внутренней стражи. При реорганизации гарнизонных войск Фиркс в 1864 г. был назначен помощником начальника местных войск Петербургского военного округа, а в 1869 г. получил в командование 33-ю пехотную дивизию. По производстве 28 марта 1871 г. в генерал-лейтенанты, он был переведён на ту же должность в 12-ю пехотную дивизию. С началом Турецкой кампании 1877—1878 гг. Фиркс принадлежал с своей дивизией к Рущукскому отряду, причем за отличное мужество и распорядительность, оказанные им в сражениях у Трестеника и при Мечке (14 и 30 ноября), награждён орденом св. Владимира 2-й степени с мечами и 19 марта 1878 г. получил орден св. Георгия 4-й степени
За отличия в сражениях с Турками, у Трестеника и Мечки, 14 и 30 Ноября 1877 года
По возвращении в Россию Фиркс в 1879 г. был назначен командиром 11-го армейского корпуса, в 1883 г. — временно командующим войсками Киевского военного округа, 30 августа 1885 г. произведён в генералы от инфантерии.
Среди прочих наград имел ордена св. Станислава 1-й степени (1868 г.), св. Анны 1-й степени (1870 г., императорская корона к этому ордену получена в 1873 г.), Белого Орла (1881 г.), св. Александра Невского (1883 г.).
Умер в июле 1889 г.